# Eletta Bertani
Eletta Bertani (Parma, 12 settembre 1941) è una politica italiana.

## Biografia
Fin dalla giovane età ed in particolare dopo la Strage di Reggio Emilia del 7 luglio 1960, si avvicina alla politica e diventa militante della FGCI e dell'UDI, poi funzionaria del Partito Comunista Italiano. Viene eletta alla Camera dei deputati nel 1976 nella Circoscrizione Parma-Modena-Piacenza-Reggio nell'Emilia, venendo poi riconfermata anche dopo le elezioni politiche del 1979, restando quindi a Montecitorio fino al 1983.
Dal 1985 al 1990 è assessora comunale alla scuola per il PCI a Reggio Emilia, nel successivo quinquennio 1990-1995 è consigliera comunale, prima per il PCI e poi per il PDS.
Dal 1994 al 2000 è la prima presidente di Reggio Children. Ha successivamente partecipato alla nascita dell'Ulivo e poi del Partito Democratico, è anche attiva nell’Anpi.
Nel 2021 scrive l'autobiografia Cercando la rotta - Una donna e il suo tempo.